# CF Palencia
A CF Palencia, teljes nevén Club de Fútbol Palencia egy spanyol labdarúgócsapat. A klubot 1975-ben alapították, jelenleg a harmadosztályban szerepel. Székhelye Palencia városa, ettől függetlenül nem áll kapcsolatban a város korábbi, már megszűnt csapatával, a Palencia CF-fel.

## Statisztika
| Szezon      | Osztály    | Poz. | Copa del Rey |
| ----------- | ---------- | ---- | ------------ |
| 1975-76-tól | Regionális | —    |              |
| 1979-80-ig  | Regionális | —    |              |
| 1980/81     | 3ª         | 19.  |              |
| 1981/82     | Regionális | 1.   |              |
| 1982/83     | 3ª         | 7.   |              |
| 1983/84     | 3ª         | 11.  |              |
| 1984/85     | 3ª         | 11.  |              |
| 1985/86     | 3ª         | 8.   |              |
| 1986/87     | 3ª         | 6.   |              |
| 1987/88     | 3ª         | 5.   |              |
| 1988/89     | 3ª         | 3.   |              |
| 1989/90     | 3ª         | 1.   |              |
| 1990/91     | 2ªB        | 6.   |              |
| 1991/92     | 2ªB        | 12.  |              |
| 1992/93     | 2ªB        | 4.   |              |
| 1993/94     | 2ªB        | 15.  |              |
| 1994/95     | 2ªB        | 9.   |              |

| Szezon  | Osztály | Poz. | Copa del Rey |
| ------- | ------- | ---- | ------------ |
| 1995/96 | 2ªB     | 19.  |              |
| 1996/97 | 3ª      | 2.   |              |
| 1997/98 | 3ª      | 1.   |              |
| 1998/99 | 3ª      | 6.   |              |
| 1999/00 | 3ª      | 7.   |              |
| 2000/01 | 3ª      | 1.   |              |
| 2001/02 | 3ª      | 4.   |              |
| 2002/03 | 3ª      | 1.   |              |
| 2003/04 | 2ªB     | 12.  |              |
| 2004/05 | 2ªB     | 13.  |              |
| 2005/06 | 2ªB     | 12.  |              |
| 2006/07 | 2ªB     | 3.   |              |
| 2007/08 | 2ªB     | 19.  |              |
| 2008/09 | 3ª      | 1.   |              |
| 2009/10 | 2ªB     | 3.   |              |
| 2010/11 | 2ªB     | 5.   | 1. kör       |
| 2011/12 | 2ªB     | —    |              |

## Jelenlegi keret
| # |     | Poszt | Név                |
| - | --- | ----- | ------------------ |
| 1 | ESP | K     | Diego Pastor       |
| 2 | ESP | V     | Chupri             |
| 3 | ESP | V     | Serrano            |
| 4 | ESP | V     | Saavedra           |
| 6 | ESP | V     | Aritz Solabarrieta |
| 7 | ESP | CS    | Alejandro          |
| 8 | ESP | KP    | Víctor             |
| 9 | ESP | CS    | Paulino            |

| #  |     | Poszt | Név            |
| -- | --- | ----- | -------------- |
| 10 | ESP | KP    | Chuchi         |
| 11 | ESP | KP    | Zazu           |
| 14 | ESP | KP    | Durántez       |
| 15 | ESP | V     | Héctor         |
| 16 | ESP | KP    | Pelayo         |
| 18 | ESP | KP    | Jairo          |
| 20 | ESP | CS    | David de Paula |
| 21 | ESP | CS    | Canario        |
| 22 | ESP | V     | Blanco         |

## Külső hivatkozások
- Hivatalos weboldal (spanyolul)
- Nem hivatalos weboldal (spanyolul)
- Futbolme (spanyolul)